# اتری
اتری (به فرانسوی: Autry) یک کمون در فرانسه است که در Canton of Monthois واقع شده‌است.

## خصوصیات
اتری ۱۶٫۳۴ کیلومترمربع مساحت و ۱۴۷ نفر جمعیت دارد و ۱۲۱ متر بالاتر از سطح دریا واقع شده‌است.